# Asterina flacourtiae
Asterina flacourtiae är en svampart som beskrevs av Petr. 1931. Asterina flacourtiae ingår i släktet Asterina och familjen Asterinaceae.   Inga underarter finns listade i Catalogue of Life.